# 2021-es UEFA-szuperkupa
A 2021-es UEFA-szuperkupa volt az UEFA-szuperkupa 46. kiírása, amelyen az előző szezon Bajnokok Ligája és az Európa-liga győztese mérkőzött meg egymással. A találkozót 2021. augusztus 11-én a 2021-es Bajnokok Ligája győztese és a 2021-es Európa-liga-győztese játszotta. A mérkőzés helyszíne a belfasti Windsor Park volt.
A Chelsea története 2. európai Szuperkupa-győzelmét aratta, miután 1-1-es döntetlent követően büntetőpárbajban 6-5 arányban jobbnak bizonyult a Villarrealnál.

## A helyszín
Az UEFA 2018. szeptember 28-án nyílt pályázatot hirdetett a 2021-es UEFA-szuperkupa-döntő, illetve a Bajnokok Ligája, az Európa-liga és a női Bajnokok Ligája döntőinek megrendezésére. A pályázatokat 2019. február 15-ig kellett benyújtani, ezt követően az Európai Labdarúgó-szövetség 2018. november 1-jén bejelentette, hogy négy ország nyújtott be pályázatot, 2019. február 22-én pedig azt is, hogy ezek határidőre beérkeztek a szövetséghez.
| Ország           | Stadion           | Város    | Befogadóképesség | Megjegyzés |
| ---------------- | ----------------- | -------- | ---------------- | ---------- |
| Fehéroroszország | Dinamo Stadion    | Minszk   | 22000            |            |
| Finnország       | Olimpiai Stadion  | Helsinki | 36000            |            |
| Észak-Írország   | Windsor Park      | Belfast  | 18434            |            |
| Ukrajna          | Metaliszt stadion | Harkiv   | 40003            |            |

AZ UEFA végrehajtó bizottsága 2019. szeptember 24-én, Ljubljanában tartott ülésén hirdette ki a győztes pályázatot.

## A résztvevő csapatok
| Csapat     | Kvalifikáció módja                 | Korábbi részvétel (dőlttel a győztes évek) |
| ---------- | ---------------------------------- | ------------------------------------------ |
| Chelsea    | A 2021-es Bajnokok Ligája győztese | 4 (1998, 2012, 2013, 2019)                 |
| Villarreal | A 2021-es Európa-liga győztese     | Nem volt                                   |

## A mérkőzés játékvezetője
2021. augusztus 6-án az UEFA orosz Szergej Karaszjovot jelölte ki a 2021-es UEFA-szuperkupa-döntő játékvezetőjének. Karaszjov 2010-ben lett FIFA-kerettag, bíráskodott a 2016-os és a 2020-as Európa-bajnokságon, valamint a 2018-as világbajnokságon. Segítőinek két honfitársa, Makszim Gavrilin és Igor Demesko, valamint a fehérorosz Alekszej Kulbakov lettek kijelölve, a videóbíró feladatkörét pedig a német Marco Fritz látta el.

## A mérkőzés
| 2021. augusztus 11. 20:00 |

| Chelsea                                                                | 1–1 (h. u.)                 | Villarreal                                                      |
| ---------------------------------------------------------------------- | --------------------------- | --------------------------------------------------------------- |
| Zíjes 27'                                                              | (1–0, 1–1, 1–1) Jegyzőkönyv | G. Moreno 73'                                                   |
| Büntetőpárbaj                                                          |                             |                                                                 |
| *Havertz - Azpilicueta - Alonso - Mount - Jorginho - Pulisic - Rüdiger | 6–5                         | * G. Moreno - Mandi - Estupiñán - Gómez - Raba - Foyth - Albiol |

| Windsor Park, Belfast Nézőszám: 10435 Játékvezető: Szergej Karaszjov (orosz) |

| Chelsea | Villarreal |

| GK            | 16            | Édouard Mendy       |           | 119' |
| CB            | 15            | Kurt Zouma          |           | 66'  |
| CB            | 14            | Trevoh Chalobah     |           |      |
| CB            | 2             | Antonio Rüdiger     | 44'       |      |
| RM            | 20            | Callum Hudson-Odoi  |           | 82'  |
| CM            | 7             | N’Golo Kanté (c)    |           | 65'  |
| CM            | 17            | Mateo Kovačić       |           |      |
| LM            | 3             | Marcos Alonso       |           |      |
| AM            | 22            | Hakím Zíjes         |           | 43'  |
| AM            | 29            | Kai Havertz         |           |      |
| CF            | 11            | Timo Werner         |           | 65'  |
| Cserék:       |               |                     |           |      |
| GK            | 1             | Kepa Arrizabalaga   | Sárga lap | 119' |
| DF            | 4             | Andreas Christensen |           | 66'  |
| DF            | 6             | Thiago Silva        |           |      |
| DF            | 21            | Ben Chilwell        |           |      |
| DF            | 24            | Reece James         |           |      |
| DF            | 28            | César Azpilicueta   |           | 82'  |
| DF            | 33            | Emerson             |           |      |
| MF            | 5             | Jorginho            |           | 65'  |
| MF            | 10            | Christian Pulisic   |           | 43'  |
| MF            | 19            | Mason Mount         |           | 65'  |
| FW            | 9             | Tammy Abraham       |           |      |
| FW            | 12            | Ruben Loftus-Cheek  |           |      |
| Menedzser:    |               |                     |           |      |
| Thomas Tuchel | Thomas Tuchel | Thomas Tuchel       | 45+1'     |      |

| GK          | 1  | Sergio Asenjo    |      |     |
| RB          | 8  | Juan Foyth       |      |     |
| CB          | 3  | Raúl Albiol (c)  |      |     |
| CB          | 4  | Pau Torres       |      |     |
| LB          | 24 | Alfonso Pedraza  |      | 58' |
| CM          | 14 | Manu Trigueros   |      | 70' |
| CM          | 25 | Étienne Capoue   |      | 70' |
| CM          | 18 | Alberto Moreno   |      | 85' |
| RF          | 21 | Yeremi Pino      | 61'  | 91' |
| CF          | 7  | Gerard Moreno    |      |     |
| LF          | 16 | Boulaye Dia      |      | 85' |
| Cserék:     |    |                  |      |     |
| GK          | 13 | Gerónimo Rulli   |      |     |
| DF          | 2  | Mario Gaspar     |      | 70' |
| DF          | 12 | Pervis Estupiñán |      | 58' |
| DF          | 15 | Jorge Cuenca     |      |     |
| DF          | 20 | Rubén Peña       |      |     |
| DF          | 22 | Aïssa Mandi      |      | 91' |
| MF          | 6  | Manu Morlanes    |      | 85' |
| MF          | 10 | Vicente Iborra   |      |     |
| MF          | 17 | Dani Raba        | 119' | 85' |
| MF          | 23 | Moi Gómez        |      | 70' |
| FW          | 9  | Paco Alcácer     |      |     |
| FW          | 34 | Fer Niño         |      |     |
| Vezetőedző: |    |                  |      |     |
| Unai Emery  |    |                  |      |     |

| A mérkőzés legjobbja: Gerard Moreno (Villarreal) Játékvezető-asszisztens: Igor Demesko Makszim Gavrilin Negyedik játékvezető: Alekszej Kulbakov Tartalék játékvezető: Filippo Meli Videóbíró: Marco Fritz Videóbíró-asszisztens: Paweł Gil Massimiliano Irrati | Szabályok - 90 perc játékidő - 30 perc hosszabbítás döntetlen esetén - Ezt követő döntetlen esetén büntetőrúgások - Tizenkettő nevezhető cserejátékos - Maximum három, hosszabbítás esetén plusz egy cserelehetőség |